# Starowieś (Kąkolewnica)
Starowieś – część wsi Kąkolewnica w Polsce, położona w województwie lubelskim, w powiecie radzyńskim, w gminie Kąkolewnica
W latach 1975–1998 Starowieś należała administracyjnie do województwa bialskopodlaskiego.